# Бауэр, Пауль
Па́уль Фри́дрих Петер Ба́уэр (нем. Paul Friedrich Peter Bauer; 1896—1990) — немецкий юрист, писатель, — обладатель золотой медали Х летних Олимпийских игр (Лос-Анджелес, 1932), альпинист, — руководитель пяти немецких гималайских экспедиций (1929, 1931, 1936, 1937, 1938), почётный член Австрийского и Гималайского альпклубов. Участник Первой и Второй мировых войн.

## Краткая биография

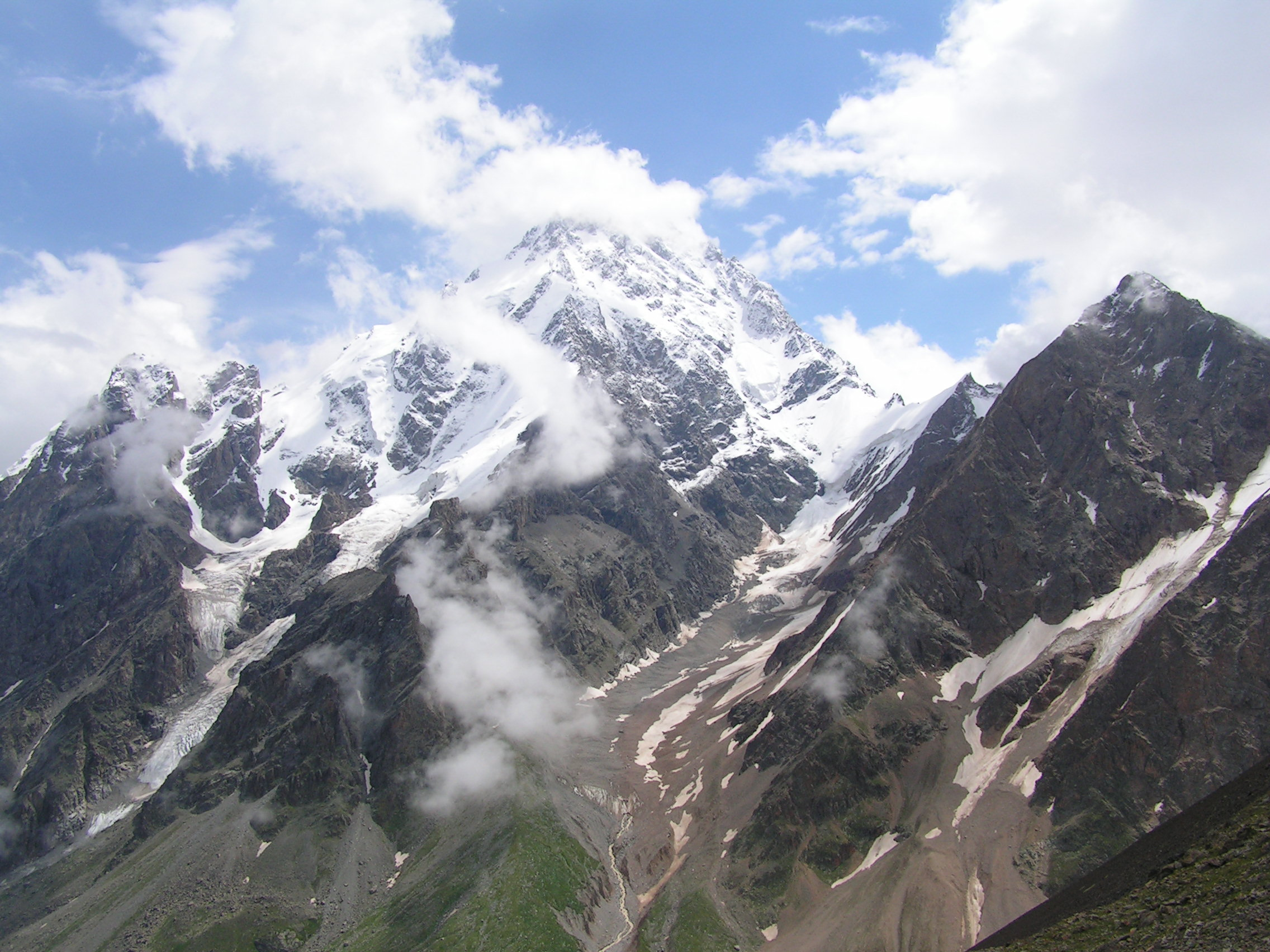
Дыхтау (5204)

Пауль Бауэр родился в Кузеле, Пфальц, Германия. С началом Первой мировой войны добровольцем ушёл на фронт. Конец войны провёл в английском плену. По возвращении из плена учился в Мюнхене на специалиста в области права, во время учёбы увлёкся альпинизмом.
Осенью 1924 года он вместе с Вилло Вельценбахом прошёл сложнейший маршрут Фихтля-Вайнберга (нем. Fiechtl-Weinberg) в массиве Кайзер на Предигтштуль. В 1926 году совершил целый ряд первовосхождений в Циллертальских Альпах на такие вершины как Касселерспитце (2952 м), Биргбергспитце (2846 м), Гратюберганг Муглер (2954 м, массив Грундшартнер) и другие.
В 1928 году возглавил первую послевоенную немецкую экспедицию на Кавказ, во время которой были совершены восхождения по новым маршрутам на Дыхтау (5204 м, по южному гребню) и Шхару (5193 м), а также налажены дружеские связи с советскими альпинистами.
В 1929 и 1931 годах Пауль Бауэр возглавил две немецкие гималайские экспедиции на вершину Канченджанга (8586 м.), в ходе которых был определён возможный путь подъёма на вершину и достигнуты высоты 7400 и 7700 метров.
В 1932 году на конкурсе искусств Х летних Олимпийских игр в Лос-Анджелесе в категории литература получил золотую медаль за рукопись книги «На Канченджанге» (англ.  On Kangchenjunga), опубликованную ранее (в 1931 году) под названием «Битва за Гималаи» (англ.  The Battle for the Himalayas).
В 1936 году Бауэр возглавил небольшую экспедицию в Сикким, во время которой Карлом Вином и Адольфом Гёттнером (нем. Adolf Gottner) была покорена Синиолчу (6888 м), вершина, названная известным английским альпинистом и путешественником Дугласом Фрешфилдом «самой прекрасной в мире», самим Бауэром совершено первовосхождение на ещё один шеститысячник Гималаев пик Симву-Норд. В 1937 году он руководил спасательной экспедицией на Нанга-Парбат, в ходе которой удалось найти некоторых из шестнадцати (семи альпинистов и девяти высотных носильщиков) заживо погребённых лавиной участников экспедиции Карла Вина (1937), а также установить примерную картину трагедии. В 1938 году возглавил очередную, четвёртую по счёту, немецкую экспедицию на Нанга-Парбат, которая не добилась значительных успехов.
С началом Второй мировой войны Бауэр был назначен руководителем военной школы горной-стрелковой подготовки в Фульпмесе, а в 1942—1943 годах в звании майора командовал горно-стрелковым батальоном и участвовал в боях на Центральном и Западном Кавказе.
После войны Бауэр преимущественно работал по профессии (нотариус) и много внимания уделял делам военнопленных и заключённых. Несмотря на занятость на работе, он не терял связь с немецким альпинизмом. Ещё в 1936 году Бауэр вместе с Фрицем Бехтольдом учредил Немецкий гималайский фонд (англ. German Himalaya Foundation), занимающийся поддержкой национального альпинизма и в течение многих послевоенных лет был его председателем.
Пауль Бауэр умер 8 января 1990 года в Мюнхене в возрасте 93 лет.

## Краткий обзор гималайских экспедиций

### Канченджанга (1929)

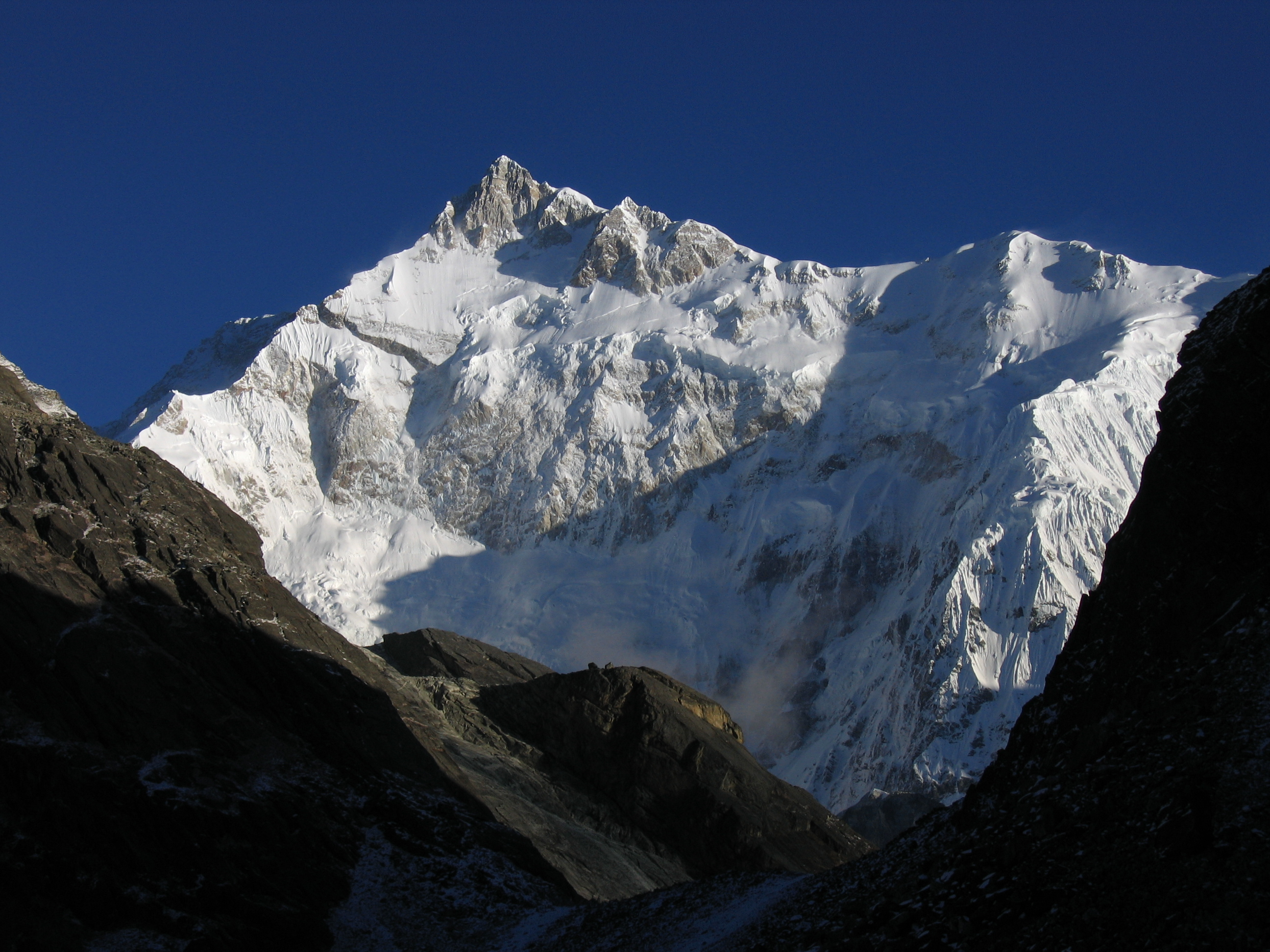
Канченджанга (Южная вершина), вправо уходит восточный гребень

В 1929 году Бауэр возглавил первую немецкую гималайскую экспедицию к вершине Канченджанга, целью которой, в большей степени, была разведка местности и приобретение необходимого высотного опыта. В экспедиции принимали участие (вместе с Бауэром) девять альпинистов из немецких и австрийских альпклубов: Ойген Алльвайн (участник первовосхождения на пик Ленина, 1928), Петер Ауфшнайтер и Эрнст Бейгель (англ. Ernst Beigel) (участники кавказской экспедиции Бауэра), Юлиус Бреннер (нем. Julius Brenner), Вильгельм Фендт (нем. Wilhelm Fendt), Карл фон Краус (нем. Karl von Kraus), Йоахим Леопольд (нем. Joachim Leupold) и Александр Тоенес (нем.  Alexander Thoenes).
В конце июля экспедиция прибыла в Дарджилинг (Сикким), и 18 августа разбила базовый лагерь на леднике Зему к востоку от озера Грин-Лейк (англ. Green Lake, 4370 м). После недельной разведки местности был выбран возможный маршрут восхождения на Канченджангу по северо-восточному отрогу (рекомендованному ещё Дугласом Фрешфилдом), к подножию которого (5200 м) 28 августа был перенесён базовый лагерь. В течение месяца альпинисты пробивали по нему выход на южный предвершинный гребень (а также пробовали выйти на него через перевал Зему-Гэп, что оказалось невозможным из-за лавиноопасности последнего) и 2 октября Алльвайну и Краусу удалось достигнуть высоты 7400 метров, сам Бауэр дошёл до отметки 7100 м. 3 октября, когда всё было готово для дальнейшего штурма вершины, начался снегопад, который продолжался 5 дней и сделал невозможным продолжение восхождения. Экспедиция была свёрнута.

### Канченджанга (1931)
В 1931 году Бауэр стал во главе очередной экспедиции на Канченджангу, в состав которой, помимо участников экспедиции 1929 года Алльвайна, Ауфшнайтера, Бреннера, Фендта и Леопольда вошли Ганс Хартманн (нем. Hans Hartmann), Ганс Пирчер (нем. Hans Pircher), Герман Шаллер (нем. Hermann Schaller) и Карл Вин.
13 июля на леднике Зему был разбит базовый лагерь (5140 м.) и началась осада вершины, которую планировалось достичь по маршруту, разведанному двумя годами ранее. К 8 августа Бауэру и Хартманну удалось провесить отрог до лагеря VIII, — более быстрому продвижению вверх мешали мокрый снег и частые камнепады, ограничивавшие время работы на горе. 9 августа случилось несчастье — с гребня при подъёме в лагерь VIII сорвался носильщик Пасанг и утянул за собой Шаллера. Оба погибли. Альпинистам пришлось на время прервать восхождение.
24 августа, спустя пятнадцать дней после несчастного случая, Бауэр, Хартманн, Пирчер и Вин с тремя носильщиками снова достигли лагеря VIII. Однако в связи с необычайно тёплой погодой дальнейший маршрут стал значительно более опасным, чем был в июле. Лишь к 10 сентября удалось разбить лагерь X (7200 м). 15 сентября лагерь XI, а на следующий день Хартманн и Вин достигли высоты 7650 метров, где была выкопана небольшая снежная пещера. 17 сентября альпинисты попробовали продолжить подъём, но из-за неудовлетворительного состояния снега и высокой лавинной опасности были вынуждены вернуться в нижние лагеря. Им удалось просмотреть дальнейший путь к вершине, который, по мнению Бауэра, при более благоприятных условиях не предполагал никаких серьёзных препятствий. На этом экспедиция закончила свою работу.

### Сикким (1936)

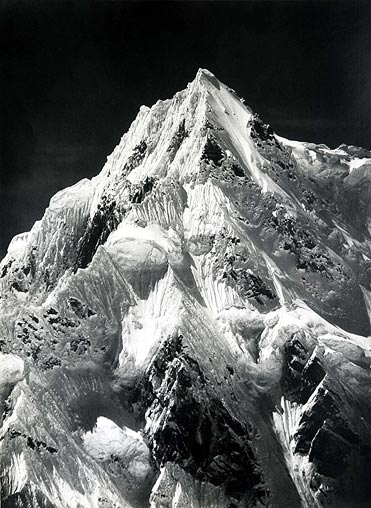
Синиолчу (6888 м.)

По ряду причин в 1936 году немцы не смогли организовать полноценную экспедицию ни на Канченджангу, ни на Нанга-Парбат, поэтому Германский гималайский фонд отправил в Сикким небольшую разведывательную экспедицию, результаты которой (в области климатологии и географии) могли оказаться полезными в следующем сезоне. Экспедицию возглавил Бауэр, а в её состав вошли Адольф Гёттнер, доктор Гюнтер Хепп (нем. Dr. Gunter Hepp) и доктор Карл Вин.
6 августа экспедиция прибыла в Калькутту, и уже 12-го разбила базовый лагерь на леднике Зему. До середины сентября альпинисты занимались топосъёмкой и картографированием неисследованных районов массива Канченджанги, в частности, ледников Синиолчу, Зумту (англ. Zumtu), Непал (англ. Nepal Gap glacier), окрестностей пиков Непал, Тент и Твинс (на два последних были совершены попытки восхождения). 31 августа Хепп и Гёттнер совершили восхождение на пик Ликло (англ. Liklo) (5800 м.) — самый высокий пик в хребте между вершинами Синиолчу и Лама-Анден (англ. Lama Anden).
В второй половине сентября альпинисты решили попробовать совершить первовосхождение на вершину Синиолчу по северо-западному гребню с перевала, отделяющего Литтл-Синиолчу от Синиолчу главной. 19 сентября альпинисты оставили базовый лагерь и 21-го, пройдя одноимённый ледник, разбили лагерь перед началом подъёма на перевал (5700 м.). На следующий день всем четырём участникам удалось выйти на гребень (~ 6200 м.) и набрать ещё около 200 метров высоты.
В 6 утра 23 сентября группа продолжила восхождение. По крутым участкам гребня, чередующимся с более пологими, испещрёными нависающими снежными карнизами, к 8 часам утра они достигли удобной мульды между вершиной и предвершиной. Бауэр и Хепп остались в ней как группа поддержки, а Вину и Гёттнеру в два часа пополудни удалось достичь вершины. В полдень 25 сентября все успешно спустились в базовый лагерь, а 27-го вернулись к лагерю у Грин-Лейк. 2 октября Бауэр, Гёттнер и Хепп в рамках рекогносцировки ледника Симву совершили также первое восхождение на пик Симву-Норд (6545 м).

### Нанга-Парбат (1937)

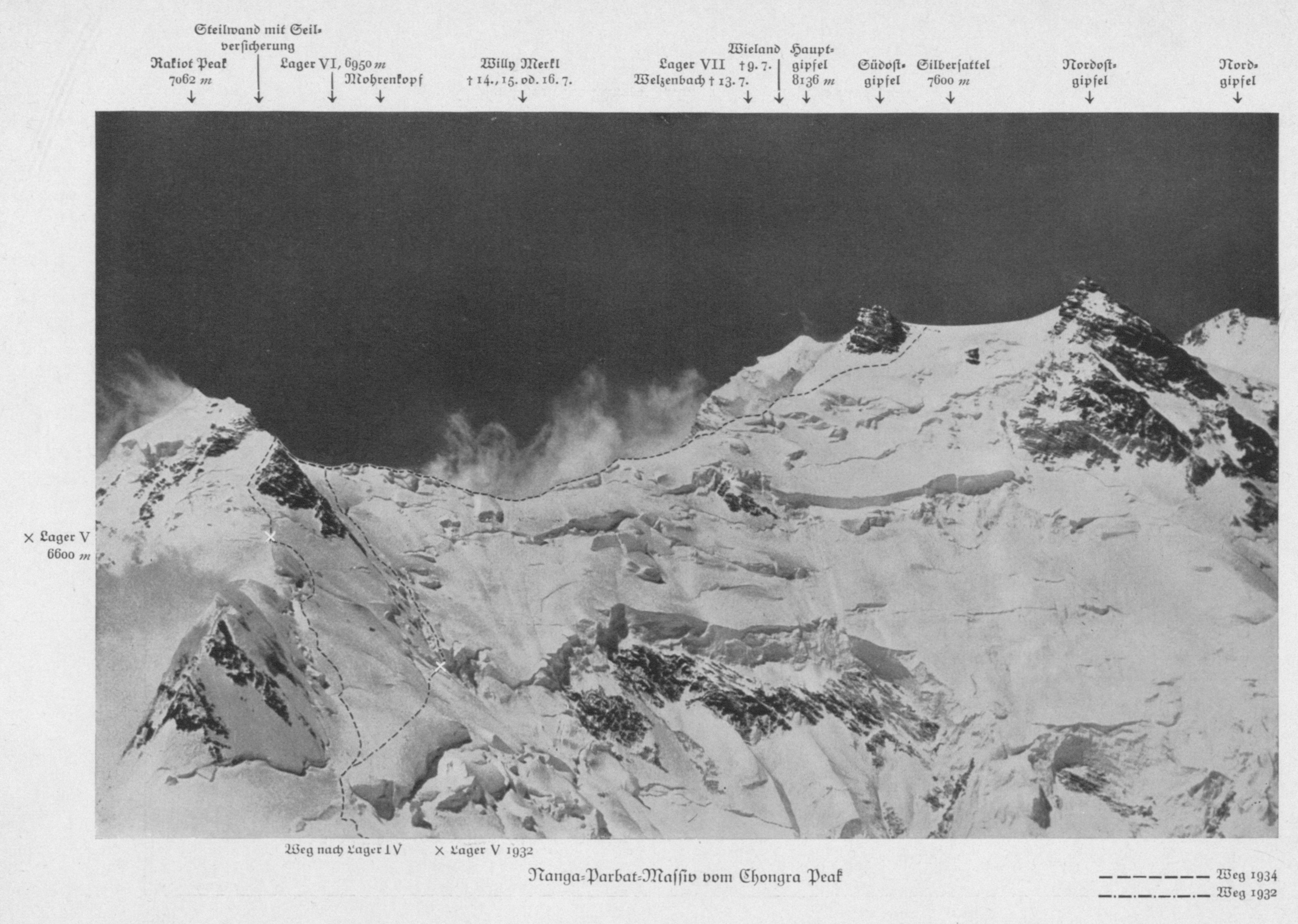
Маршрут на Нанга-Парбат экспедиций 1932—1934 годов, в нижнем левом углу место трагедии

В 1937 году состоялась третья по счёту немецкая экспедиция на Нанга-Парбат, которую возглавил Карл Вин и в состав которой вошли ветераны предыдущих гималайских экспедиций А. Гёттнер, Г. Хепп, Ганс Хартманн, Питер Мюльриттер (нем. P. Mullritter), а также П. Фанкхаузер (нем. P. Fankhauser), М. Пфеффер (нем. M. Pfeffer), Ульрих Люфт (нем. U. Luft), Карл Тролль и британский офицер лейтенант Смарт (англ. D. B. M. Smart). Целью экспедиции было восхождение на вершину по маршруту со стороны долины Ракиот, разведанному во время двух предыдущих попыток под началом Вилли Меркля (1932, 1934).
Экспедиция начала работу 22 мая и к 12 июня была установлена цепь промежуточных высокогорных лагерей с I по V (6500 м). Последнее сообщение от Карла Вина было доставлено лейтенантом Смартом 14 июня из лагеря IV на высоте 6180 метров, в котором в ночь на 15 июня в условиях надвигающейся непогоды находились Вин, Хартманн, Хепп, Гёттнер, Фанкхаузер, Пфеффер и Мюльриттер, а также девять высотных носильщиков. 17 июня Ульрих Люфт вышел с пятью носильщиками из базового лагеря экспедиции в лагерь IV с грузом экспедиционного снаряжения и почтой, месторасположения которого достиг в полдень 18-го. Однако на месте лагеря он обнаружил разбросанные на 300 метров ледяные обломки огромного серака и следы сошедшей лавины.
Новость о катастрофе дошла до Бауэра уже 20 июня в Мюнхене. Тогда же он принял решение немедленно отправиться на место, и 10 июля вместе с Фрицем Бехтольдом и Карлом фон Краусом прибыл в Индию и возглавил поисковую экспедицию, которая 15 июля уже достигла места бывшего лагеря IV. После продолжительной тяжелейшей работы на высоте более 6000 метров без достаточной высотной акклиматизации, а поэтому сопровождавшейся постоянной горной болезнью спасателей, к 19 июля удалось откопать тела Пфеффера, Хартманна, Хеппа, Вина и Фанкхаузера, а также их личные вещи и дневники. Также было найдено тело Пасанга, — одного из лучших высотных носильщиков, принимавшего участие в экспедициях 1932 и 1934 годов. Поиски остальных шерпов, по просьбе их начальника Нурсанга (по религиозным соображениям тела должны были быть оставлены там, где они обрели покой), были остановлены. Тел Мюльриттера и Гёттнера так и не нашли.
По обобщённой собранной информации удалось установить, что трагедия на Нанга-Парбат произошла в ночь с 14 на 15 июня примерно в 00.20 (это время показывали остановившиеся часы на руке Харманна) в результате схода снежной лавины, вызванной, предположительно, ледовым обвалом, произошедшим в результате целого ряда климатических факторов.

### Нанга-Парбат (1938)
Нанга-Парбат, как цель четвёртой по счёту немецкой экспедиции на эту вершину, была организована, по словам Бауэра, как дань памяти погибшим на её склонах годом ранее его лучших друзей Карла Вина, Адольфа Гёттнера и Гюнтера Хеппа, а также товарищам по предыдущим восхождениям Гансу Хартманну, Питеру Мюльриттеру, Фанкхаузеру и Пфефферу. Костяк команды составили Фриц Бехтольд и единственный выживший в катастрофе 1937 года Ульрих Люфт. Кроме них в состав альпинистской команды вошли ещё пять немецких спортсменов. Особенностью этой экспедиции стало использование для снабжения высотных лагерей самолёта Юнкерс U.52 со специальными двигателями для больших высот и люком для сбрасывания грузов, пилотировавшемся Александром Тоенесом — участником гималайской экспедиции Бауэра 1929 года.
1 июня в долине Ракиот был разбит базовый лагерь и начата работа на горе. Однако в этом сезоне, как и в 1934 и 1937 годах, постоянная непогода преследовала восходителей, и только к 20-му июля им удалось достигнуть Северного седла — перевала между пиками Ракиот (7070 м) и Серебряным Седлом (характерной седловиной в восточном гребне горы, через который лежит путь на предвершинный гребень) — лагеря VI экспедиции Вилли Меркля:

Вдруг я заметил что-то необычное для окружавшего нас фона. Я сразу остановился. То, что я увидел, были ноги погибших людей… Никого не должно было быть рядом в этот момент кроме Люфта и Бехтольда. Вскоре мы втроём стояли перед двумя телами, и даже прежде, чем мы откопали их из снега мы знали, что перед нами лежат Вилли Меркль — друг юности Бехтольда и его портер Гай-лай, оставшийся с ним до конца… В кармане Меркля мы нашли потрёпанную написанную им и Венцельбахом записку из лагеря VII от 12 июля с просьбой о помощи. Вельценбах умер следующей ночью…
Оригинальный текст (англ.)Suddenly I caught sight of something strange to the region. Startled, I stood still. What I see must be the feet of dead men... None must come here, except Luft and Bechtold. Soon afterwards the three of us stood before the two bodies, and even before we had freed them from the snow we knew that Merkl, the friend of
Bechtold's youth, lay before us. We had no time to pause and think. The two bodies were perfectly preserved—Willy Merkl and the porter Gaylay, the servant who had remained faithful to his master to the last, and even in death had not forsaken him. ...In Merkl's breast pocket we found that terribly moving letter written by him and Welzenbach in Camp VII on the 12 th July, in which they told of their plight and weakness, and asked for help. Welzenbach died in Camp VII the following night...
Однако разыгравшаяся в конце июля непогода, а также ограничения по времени, вынудили Бауэра свернуть экспедицию, которая на этот раз закончилась без жертв.

## Комментарии
1. ↑  В русскоязычной литературе северо-восточный отрог (North-east Spur) часто называется восточным гребнем. С географической точки зрения это более правильное название, однако выход на сам гребень возможен только именно по северо-восточному отрогу, и именно так Бауэр (а также англоязычные источники) называют весь восточный гребень вплоть до его соединения с южным у вершины Канченджанга Южная.
2. ↑  В своём отчёте Бауэр указывает на достигнутую высоту около 7900. «С отметки на шестьсот метров ниже и по горизонтали на расстоянии 1800 метров от вершины Канченджанга мы начали спуск...»
3. ↑  Все последующие восхождения на эту вершину (1937, 1979, 1994, 1997) были совершены по маршруту первовосходителей.